# Crash Twinsanity
Crash Twinsanity — видеоигра в жанре платформера, разработанная студией Traveller’s Tales и изданная компанией Vivendi Universal Games в 2004 году для игровых приставок PlayStation 2 и Xbox. Она является одиннадцатой игрой в серии Crash Bandicoot и пятой в основной линейке. События игры происходят через три года после Crash Bandicoot: The Wrath of Cortex. По сюжету главный герой серии Крэш Бандикут и его заклятый враг доктор Нео Кортекс вынуждены объединить усилия, чтобы остановить Злых Близнецов — пару попугаев из другого измерения, желающих уничтожить остров Н. Санити.
Изначально проект носил название Crash Bandicoot Evolution и задумывался в серьёзном ключе, но сходство концепции с серией Ratchet & Clank побудило разработчиков сменить направление и сделать Crash Twinsanity комедийным проектом. В этой части актёр Лекс Лэнг впервые озвучил Кортекса, сменив Клэнси Брауна. Из-за нехватки времени некоторые задумки не вошли в финальную версию, но стали доступны в виде бонусов.
Crash Twinsanity получила смешанные отзывы. Критики в основном высоко оценили разнообразие игрового процесса, визуальный стиль, сюжет, юмор и актёрскую работу Лэнга, но мнения о музыкальном сопровождении разделились. Среди недостатков отмечались проблемы с управлением, секциями платформинга и камерой. Позже были выпущены две версии для мобильных телефонов, также получившие неоднозначные реакции.

## Игровой процесс
Crash Twinsanity отличается от предыдущих игр серии нелинейным игровым процессом, позволяющим свободно исследовать окружение во всех направлениях и перемещаться между уровнями. В отличие от использовавшегося ранее формата с центральным хабом, прохождение Twinsanity тесно связано с развитием сюжета. В игре доступно управление тремя персонажами: Крэшем Бандикутом, доктором Нео Кортексом и дебютанткой Ниной Кортекс. Управляемый персонаж меняется в зависимости от текущего уровня. Крэш способен напрыгивать на противников, атаковать их вращением, скользить по земле и ломать предметы, прыгая на них. Кортекс вооружён бластером с ограниченным боезапасом, а Нина способна бить врагов механическими руками и цепляться ими за удалённые выступы. Когда Крэш и Кортекс вместе, первый может раскручивать второго для увеличения радиуса атаки, применять его голову как молот и забрасывать на дальние расстояния для нажатия кнопок. На двух уровнях представлен режим «HumiliSkate», где Крэш скользит на Кортексе словно на сноуборде. Ещё два уровня выполнены в стиле «Doc Amok» и требуют расчищать путь убегающему доктору. Также встречается режим «RollerBrawl», в котором необходимо одновременно управлять дерущимися на ходу Крэшем и Кортексом.
По всему миру игры разбросаны фрукты Вумпа. Сбор каждой сотни фруктов даёт дополнительную жизнь. Вумпа также можно добыть из ящиков, разбив их. Ящики TNT детонируют через 3 секунды после прыжка на них, а ящики Nitro взрываются от любого контакта. Разбитие ящиков с вантузами также взрывает любые соседние Nitro ящики. Контрольные точки позволяют после потери жизни вернуться к определённому месту уровня, а World-ящики сохраняют прогресс игрока. Спрятанные на уровнях самоцветы открывают доступ к бонусному контенту, такому как концепт-арты и раскадровки сюжета игры.

## Сюжет
Через три года после событий Crash Bandicoot: The Wrath of Cortex доктор Нео Кортекс возвращается на острова Вумпа, чтобы отомстить Крэшу. Обезвредив Коко, сестру героя, и выдав себя за неё, он заманивает Крэша в ловушку. Тот одерживает победу над Кортексом и его Меха-Бандикутом, но оба соперника проваливаются в яму и оказываются в пещере. Разъярённый поражением, Кортекс нападает на Крэша, завязывается длительная схватка. Выбравшись на поверхность, Крэш и Кортекс сталкиваются со Злыми Близнецами — парой попугаев из другого измерения, намеревающихся уничтожить острова Вумпа и похитить мозг учёного. Кортекс умоляет Крэша о помощи, но внезапно подвергается нападению пчёл, а затем, забредя на территорию племени, попадает в плен к Папу Папу и его подчинённым. Крэш спасает Кортекса, и они вместе спасаются бегством от преследующих аборигенов. Враги вновь встречают Злых Близнецов, которые на этот раз оживили для сражения статую божества. Узнав, что Близнецы родом из Десятого измерения, Кортекс придумывает план и зовёт Крэша в свое антарктическое логово.
Крэш и Кортекс пытаются попасть в логово через главный вход, но дверь оказывается замёрзшей, вынуждая напарников искать другой путь внутрь. По пути они случайно освобождают Ука Ука, который нападает на них, создав гигантское тело изо льда. Брат-близнец Ука Ука, Аку Аку, убеждает его объединить силы и атаковать Злых Близнецов, но обоих быстро одолевают. Кортекс демонстрирует Психетрон (англ. Psychetron) — устройство для перемещения в Десятое измерение, требующее силовые кристаллы для работы. Пытаясь добраться до боевого корабля доктора Эн-Джина и собрать кристаллы, Крэш использует Кортекса как импровизированный сноуборд и по пути разрушает хижину Дингодайла. Пробираясь по кораблю, Крэш случайно взрывает склад ящиков TNT, что приводит к потоплению судна и сражению героя с докторами Нефариусом Тропи и Нитрусом Брио на отдалённой льдине. Вернувшись с Кортексом в антарктическое логово, Крэш становится свидетелем нападения очнувшейся Коко на учёного: она считает, что тот похитил её брата. Нападение вызывает повреждение Психетрона, отчего Коко оказывается временно парализована. Крэш и Кортекс отправляются в Академию Зла мадам Эмберли, надеясь заручиться помощью племянницы учёного, Нины, в ремонте устройства.
Проникнув в Академию по канализации и отразив нападение Дингодайла, Крэш и Кортекс находят Нину. Встретившись с мадам Эмберли, Кортекс предаётся воспоминаниям о происхождении Злых Близнецов. В 8-летнем возрасте, будучи учеником Академии, он использовал своих ручных попугаев Виктора и Морица для испытания прототипа Эволво-Луча, но эксперимент забросил птиц в Десятое измерение, где они мутировали из-за чудовищной «реверсо-радиоактивности». Троица чинит Психетрон в антарктическом логове и отправляется к Злым Близнецам. По прибытии Нину похищает злой двойник Крэша, утащив её в своё мрачное жилище на острове Твинсэнити. Загнав Злого Крэша в угол, Кортекс великодушно предлагает себя в обмен на свободу девушки, что приводит к погоне. Сбежав от двойника, друзья добираются до крепости Злых Близнецов, где Кортекс требует, чтобы бывшие питомцы вернулись в клетку. Те превращают клетку в огромного робота и вступают в финальную схватку. Потерпев поражение, попугаи пытаются скрыться, но, укрывшись в доме Злого Крэша, оказываются съедены заживо. Вернувшись домой, Кортекс пробует устранить Крэша, но сбоящий Психетрон перемещает его в сознание бандикута, запирая в окружении танцующих копий героя.

## Разработка

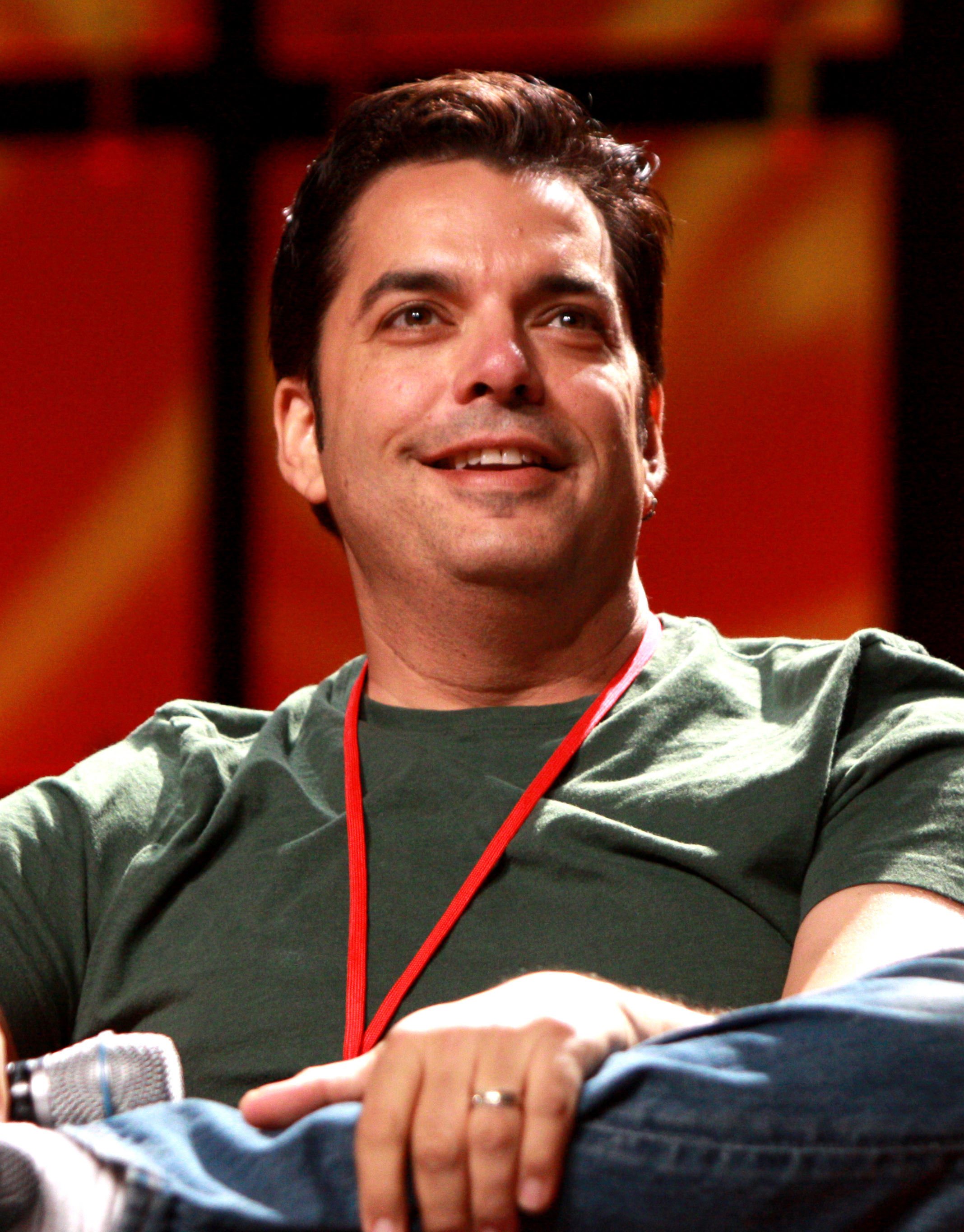
Crash Twinsanity знаменует дебют Лекса Лэнга (на фото 2013 года) в роли главного антагониста серии, доктора Нео Кортекса. Его голосовая работа удостоилась высоких оценок критиков.

Crash Twinsanity была разработана оксфордским подразделением Traveller’s Tales и издана компанией Vivendi Universal Games. Первоначально игра носила название Crash Bandicoot Evolution и основывалась на идее, по которой Злые Близнецы похищали остров Крэша с Земли и присоединяли его к гигантской планете, собранной из кусков других миров. Команда разработчиков планировала придать игре более серьёзный тон по сравнению с предыдущими частями серии, часто используя термин «эджи». Однако после выхода Ratchet & Clank от Insomniac Games, которая основывалась на аналогичной концепции, Traveller’s Tales отказались от Crash Bandicoot Evolution и начали разработку снова, поставив целью сделать следующую часть максимально комичной. Для нового проекта было выбрано несколько рабочих подзаголовков, включая Unlimited, Fully Fluxed и Twinsane. В конце концов, в Vivendi Universal дали Traveller’s Tales один час на выбор окончательного названия, иначе по умолчанию осталось бы Unlimited. Концепт-художник Кит Уэбб предложил вариант Crash Twinsanity всего за пять минут до дедлайна. 26 марта 2004 года игра была анонсирована под названием Crash Bandicoot: Unlimited, при этом Crash Twinsanity изначально планировалось использовать только для американского рынка.
Ведущий дизайнер Пол Гарднер и художник Дэниел Тонкин рассказывали, что возможность играть за Кортекса была добавлена для более глубокого раскрытия его персонажа, а совместная с Крэшем работа была обусловлена тем, что «не имело смысла делать их противостоящими друг другу играбельными героями, поскольку в таком случае игрок как бы сражался бы сам с собой». Продюсер и креативный директор Дэвид Робинсон назвал «Джея и Молчаливого Боба» и «Шоу Рена и Стимпи» главными источниками вдохновения для динамики персонажей, поскольку оба произведения демонстрируют взаимодействие двух противоположных личностей, проводящих много времени вместе. Джордан Рейчек, член команды «Рена и Стимпи», написал сценарий игры, участвовал в разработке персонажей и игровой механики, а также проиллюстрировал обложку. Нина Кортекс была придумана Дюком Майтеном для ранней версии Crash Nitro Kart, но затем её решили задействовать в Crash Twinsanity из-за популярности среди разработчиков. Гарднер создал черновую модель Нины, модифицировав модель Нео Кортекса, а финальный вариант подготовил Крис Абедельмасси. Хотя Crash Twinsanity должна была стать дебютом Нины, Гарднер узнал о её более раннем появлении в Crash Bandicoot Purple: Ripto’s Rampage от Уэбба, увидевшего скриншоты с ней в свежевыпущенной игре. Кранч Бандикут был добавлен в качестве камео из-за любви фанатов. Уровень «Gone a Bit Coco», происходящий в сознании Коко, вырезали из-за опасений, что на поздних стадиях производства его не успеют доделать без багов. Прочий вырезанный контент, например, камео Фальшивого Крэша и появление доброго Кортекса, присутствует в виде концепт-артов, открываемых в финальной игре. Удар кулаком, присутствовавший у Крэша в демо-версии Crash Bandicoot Unlimited, был убран из-за способности разрушать декорации. Синий морж, преследующий Крэша на одном из уровней, был вдохновлён финальным боссом из The NewZealand Story.
Актёров озвучивания для Crash Twinsanity подбирал Крис Бордерс. Клэнси Браун, ранее озвучивавший Кортекса, покинул серию, будучи недовольным скромными гонорарами, которые индустрия видеоигр предлагала актёрам озвучки. На прослушивание для замены Брауна пригласили Лекса Лэнга, которому объяснили, что в VU Games сочли манеру Брауна «слишком злобной». Бордерс описал Лэнгу характер Кортекса и дал послушать образцы работы Брауна, после чего предложил сыграть персонажа более экстравагантно и самовлюблённо. В конечном счёте Лэнг создал образ Кортекса, сочетающий «абсолютную злодейскую сущность с периодически прорывающимися в гневных тирадах инфантильными и женственными нотками», который вызывал смех у всех присутствующих. Также в озвучке приняли участие Мел Уинклер, Майкл Энсайн, Сьюзан Сило, Деби Дерриберри, Алекс Фернандес, Дуайт Шульц и Квинтон Флинн. Видеоролики для игры подготовила студия Red Eye Studios, до этого работавшая над роликами для Crash Nitro Kart. Музыку к Crash Twinsanity написала, исполнила и спродюсировала акапелла-группа Spiralmouth, а Гэбриел Манн осуществил запись и сведение саундтрека на студии Asylum Recording в Лос-Анджелесе.

## Выпуск
Crash Twinsanity была представлена наряду с другими проектами VU Games на выставке компьютерных игр Game Stars Live, проходившей в лондонском ExCeL с 1 по 5 сентября 2004 года. На стенде VU Games располагался «Угол вызовов» (англ. Challenge Corner), где посетители соревновались за призы по тематике Crash и Spyro. 7 сентября 2004 года разработка игры была завершена, а выпуск состоялся 28 сентября 2004 года в Северной Америке, 8 октября 2004 года в Европе и 28 октября 2004 года в Австралии. Также была анонсирована версия для GameCube, но впоследствии отменена по неназванным причинам; журналисты IGN предположили, что причиной стали разочаровывающие финансовые показатели других игр VU Games на этой игровой системе. В Великобритании Crash Twinsanity дебютировала на 25-м месте в чартах продаж и оставалась в топ-40 бестселлеров вплоть до рождественского сезона 2004 года.
На основе Crash Twinsanity компания VU Games разработала мобильную игру, которая была издана I-play и выпущена 6 ноября 2004 года. Мобильная версия состоит из шести уровней, основанных на этапах «Doc Amok» из приставочной версии. Ещё одна мобильная игра под названием Crash Twinsanity 3D была разработана студией Kuju Entertainment и издана Vivendi Games Mobile и Wonderphone эксклюзивно для определённых моделей телефонов с поддержкой 3G и Java, приуроченных к коммерческому запуску сервиса Vodafone live! в декабре 2004 года. В их число входили Motorola E1000, V980 и C980, Nokia 6630, Sony Ericsson V800, Sharp 802 SH и 902 SH, а также Toshiba V902T. В этой версии игрок управляет Крэшем Бандикутом, который должен бежать по трёхмерной дороге, уворачиваясь от препятствий, побеждая врагов и собирая предметы на своём пути. В 2007 году версия Crash Twinsanity для PlayStation 2 была переиздана в составе сборника Crash Bandicoot Action Pack на трёх дисках вместе с Crash Nitro Kart и Crash Tag Team Racing.

## Критика
| Сводный рейтинг       | Сводный рейтинг                                  |
| Агрегатор             | Оценка                                           |
| --------------------- | ------------------------------------------------ |
| GameRankings          | PS2: 66,20 % Xbox: 68,84 %                       |
| Metacritic            | Xbox: 66 из 100 PS2: 64 из 100                   |
| Иноязычные издания    |                                                  |
| Издание               | Оценка                                           |
| 1UP.com               | B                                                |
| Eurogamer             | 7 из 10                                          |
| Game Informer         | 6 из 10                                          |
| GamePro               | 7,5 из 10                                        |
| GameRevolution        | C+                                               |
| GameSpot              | Xbox: 7,4 из 10 PS2: 7,3 из 10 Mobile: 7,1 из 10 |
| GameZone              | Xbox: 7,5 из 10 PS2: 6,9/10                      |
| IGN                   | Console: 7,7 из 10 Mobile: 7.3/10                |
| OXM                   | Xbox: 7,3 из 10                                  |
| TeamXbox              | Xbox: 7,5 из10                                   |
| Русскоязычные издания |                                                  |
| Издание               | Оценка                                           |
| «Страна игр»          | 6,5 из 10                                        |
| Videogames INSIDE     | 7 из 10                                          |

Crash Twinsanity получила неоднозначные отзывы критиков после выхода. Открытый мир был воспринят как приятное улучшение по сравнению с «клаустрофобичными» уровнями предыдущих игр, а разнообразие игровых механик удостоилось похвалы за изобретательность и качественную реализацию. Джеймс Б. Прингл из IGN сравнил «гениальные» уровни Doc Amok с Lemmings, а Луи Бедиджан из GameZone назвал сегмент RollerBrawl лучшим в игре. С другой стороны, платформенные секции сочли шаблонными и приевшимися. Совместное управление Крэшем и Кортексом напомнило рецензентам игры Jak and Daxter и Whiplash, в то время как эпизод RollerBrawl часто сравнивался с Super Monkey Ball. Персонаж Нины Кортекс пришёлся по душе критикам, некоторые из которых даже провели параллели между её выдвижными механическими руками и игрой Bionic Commando. Камера подверглась широкой критике как ненадёжная и непослушная, а управление посчитали заторможенным. Кристан Рид из Eurogamer и GR Chimp с сайта GameRevolution также покритиковали систему точек сохранения, назвав её неудачной.
Большинство оценок визуальной составляющей были положительными. Прингл отметил «мультяшное» ощущение, которое придают игре яркие и сочные цвета. Крис Стед из Australian GamePro признал графику «довольно симпатичной», но заявил, что система обнаружения столкновений и частые невидимые барьеры «оставляют желать лучшего». Брент Соболески из TeamXbox, Райан Дэвис из GameSpot и Ник Валентино из GameZone назвали Twinsanity самой красивой игрой серии Crash Bandicoot на тот момент, обратив внимание на более детализированные модели Крэша и Кортекса, а также их плавную и выразительную анимацию, отражающую индивидуальность персонажей. Однако Соболески, Дэвис и GR Chimp сочли эффекты частиц, освещение и частоту кадров в версии для PlayStation 2 уступающими версии для Xbox. Соболески и Рид отметили недостаток текстур и деталей в окружении, а Рид и Вулдридж указали на малую дальность прорисовки. Бедиджан и заметка в Electronic Gaming Monthly назвали визуальный ряд блёклым. Прингл и Рид похвалили качество роликов на движке, хотя невозможность их пропуска воспринималась как досадное неудобство.
Звуковая составляющая, особенно музыка, вызвала неоднозначную реакцию. Прингл заявил, что музыка в целом уместна, но признался, что не был поклонником «поп-джазовых» мелодий на снежном уровне, которые «в конце концов начали действовать мне на нервы». Соболески похвалил озвучку как «выполненную на должном уровне, с правильной долей сарказма, юмора и дерзости, чтобы заставить игроков смеяться», но раскритиковал музыку за «довольно навязчивое звучание и клишированность, основанную на том, что мы из года в год слышим в этой серии». Эндрю Вулдридж из 1Up.com писал, что «напоминая команду подражателей Бобби Макферрина (знаете, „Don’t Worry, Be Happy“), вокалисты выкладываются по полной, чтобы придать игре комедийный оттенок». Дэвис отметил запоминающуюся музыку и восхитился уникальным а-капельным аспектом саундтрека, но добавил, что хотя стандартные звуковые эффекты из серии Crash Bandicoot «плотно вписываются» в звуковой дизайн, «некоторые из них используются слишком часто, а некоторые просто звучат немного устаревшими». В то время как Валентино остался доволен игровым саундтреком, Бедиджан назвал его «безумно раздражающей музыкой, которая не вписывается в причудливый и сумасшедший мир Crash Bandicoot». Винсент Лопес из Official Xbox Magazine заметил, что «смешанная» музыка «отлично подошла бы для „Игрового дома Пи-ви“». Рид посчитал, что музыка «временами вдохновляет», и был удивлён качеством некоторых треков, но предупредил, что «другие же превращают мозг в кашу, так что не стоит ожидать неразбавленного качества». Эндрю Рейнер из Game Informer отметил «вдохновлённую ду-вопом и хоровой музыкой» партитуру и вокальные аранжировки как «невероятно изобретательные». GR Chimp описал саундтрек как «насквозь странное и навязчивое» «сочетание джангла, попа и barbershop quartet», выразив мнение, что «причудливый подход к композиции помогает игре обрести собственный характер».
Юмористические диалоги и комедия положений были признаны одной из главных изюминок игры, а характер Кортекса и озвучка Лекса Лэнга удостоились особых похвал. Рецензенты оценили добавления к личности Кортекса и сочли персонажа и его реплики самыми увлекательными и проработанными в игре. Валентино описал Кортекса как «безумного в лучшем смысле этого слова», а Рейнер признался, что «превращение Кортекса в кроссдрессера-психа вызвало у него несколько смешков».
Отзывы о мобильных версиях также были неоднозначными. Леви Бьюкенен из IGN посчитал версию от I-play «бесконечно более увлекательной», чем её консольный аналог, отметив красочную графику и «хорошо выполненные» изображения персонажей, но указав на нечувствительное управление и отсутствие звука как на минусы. Эйвери Скор из GameSpot положительно отозвался о «проверенном временем» геймплее, «отличной» графике, «достойной» ценности и «хороших» образах персонажей, но раскритиковал отсутствие внутриигрового звука, «капризное» управление, недостаток инноваций в плане игрового процесса, нехватку врагов и тот факт, что Кортекс казался «безмозглым». Крис Джеймс из Pocket Gamer отметил в Crash Twinsanity 3D простое и относительно отзывчивое управление и отполированную презентацию, но раскритиковал неудобную перспективу, «очень капризное» обнаружение столкновений, затянутые анимации персонажей и длительные экраны загрузки.